# Hrvatski glasnik (Budimpešta)
Hrvatski glasnik je tjednik Hrvata u Mađarskoj iz Budimpešte.

## Osnovno o listu
Izlazi na hrvatskom jeziku svakog četvrtka. Izlazi više od 60 godina. Pod imenom Hrvatski glasnik je prvi put izašao 2. svibnja 1991.
Osnovao ga je Savez Hrvata u Mađarskoj. Izdavač je Croatica Kht., neprofitna udruga iz Budimpešte, koju su osnovali Hrvatska državna samouprava u Mađarskoj i Savez Hrvata u Mađarskoj u omjeru 49:51 posto.
Uredništvo mu čine (stanje u studenome 2008.) novinari Stipan Balatinac, Bernadeta Blažetin i Timea Horvat, a glavna urednica je Branka Pavić Blažetin. Kao lektor u ovom listu surađiva Živko Mandić.
Pored informativne i edukativne uloge iz raznih područja, Hrvatski glasnik promiče hrvatsku baštinu u Mađarskoj, njegovanje hrvatskog jezika, velik značaj pridaje vjerskim sadržajima, a ima i prilog za djecu Malu stranicu. Hrvatski glasnik nastoji dati jednaku pozornost svim skupinama Hrvata u Mađarskoj: bunjevačkim, bošnjačkim, Dalmatinima, gradišćanskim, pomurskim, podravskim, rackim i šokačkim Hrvatima.
Po svojom djelovanju u internetskom prostoru, smatra ga se oazom hrvatske pisane riječi u Mađarskoj.
Izdaje se u nakladi od 1.500 primjeraka, a distribucijski kanali kupcima su isključivo pretplata i dostava poštom.

## Urednici
- Branka Pavić-Blažetin

## Poznati suradnici
Dinko Šokčević

## Vanjske poveznice
- Internetsko izdanje